# Appelformerne
 Der er for få eller ingen kildehenvisninger i denne artikel, hvilket er et problem. Du kan hjælpe ved at angive troværdige kilder til de påstande, som fremføres i artiklen.

Appelformerne, hvordan man appellerer (på skrift og i tale, dvs. retorisk-oratorisk) defineret af retorikkens treenighed: logos - patos - etos (λογος - πατος - ηθος). Denne for antik græsk filosofi så typiske tredeling stammer fra Aristoteles' klassiske afhandling om retorikken 
Nedenfor anføres de tre begreber i et delvis kommenterende sammendrag, efterfulgt af en moderne psykologiserende hypotese om etos, et resumé af et moderniseret dyds-begreb, Ciceros "retoriske pentagram" samt endelig omtalen af Lloyd Bitzers retoriske situation, der er en moderne teoridannelse, en blandt utallige ned gennem tiden.

## Logos
Logos (gr. Λόγος, kan betyde "årsag","opfattelse", "forventning", "ord") er appellen til fornuften. Logos står for det (selv)indlysendem evt. (intellektuelt begrundede og klart tænkte, fremsat på en ærlig og oprigtig, dvs. nøgtern måde. Logos og er især knyttet til argumentationen, dvs. at et godt underbygget argument er logos-appellerende. Alle former for fakta støtter logos. 
Begrebet pop-logos bruges om appeller, der tilsyneladende er logos-appellerende, men måden hvorpå appellen bruges er utroværdig. Se under "demagogi". Appellen kan fx bestå af intellektuelle ord og begreber..
Selve formen i en appel kan understøtte logos, hvis det der formidles er godt underbygget, faktuelt og klart opstillet. 
Eksempel på logos: Man skal dyrke motion, fordi undersøgelser viser, at det er sundt for kroppen.  

## Patos
Patos (gr. Πάθος, betyder f.eks. "lidelse" eller "erfaring") er appellen til modtagerens følelser. Patosappellen har virket, hvis det bare vækker en eller anden form for følelsesmæssig reaktion hos modtageren. Hvis man kan sætte sig ind i andre menneskers situation, så skyldes det patosappellen. Patos kan også gøre tungere stof, der henføres under Logos, lettere modtageligt.
Sprogbrug kan appellere til patos fx vha. gentagelser. Fremførelsen kan også gøres patos-appellerende gennem direkte tiltale (til tilhørerne) foruden gennem tonefald, kunstpauser og øjenkontakt. 
Evidentia betyder at der i en ytring skabes følelsen af virkeliggørelse. Det gør det muligt for modtageren at gøre sig en forestilling om hvad der tales om, med et æstetisk greb, der fremmer forståelsen.

## Etos
Etos (gr. Έτος betyder "karakter") handler om afsenderens troværdighed. Det er vigtigt for modtageren at nære tillid til afsenderen, ellers tror man ikke på noget af det der bliver sagt. 
Ifølge Aristoteles er en taler troværdig hvis han er vidende, har en god karakter og viser velvilje. 
Det er vigtigt at etosdyderne kommer til udtryk gennem opførsel og ytringer, da modtageren måske ikke kender afsenderen i forvejen. 

## Dynamisk etos
Etos forandrer sig. Det kan både være godt og skidt. Etos kan deles i tre:
- Forventnings-etos – den etos du har inden mødet med modtagerne
- Situations-etos – den måde du opfattes af modtagerne
- Slut-etos – opfattelsen som modtagerne sidder tilbage med bagefter, og som de tager med sig til næste gang

## De moderne dyder
De moderne dyder udspringer fra Aristoteles model. De bygger på tre ting:
- Kompetence: taleren/skribenten er sikker i sit stof, konsekvent i sine holdninger, fokuseret på det væsentlige, velorganiseret i sin præsentation, velargumenteret, abstraherende ved at tænke på flere niveauer
- Åbenhed: ærlighed frem for at løgn, beskedenhed frem for at pral. Humor skaber forbindelse mellem afsender og modtager, og udviser herigennem medmenneskelighed og fællesskabssøgende loyalitet.
- Engagement: nærvær, oprigtighed, livfuldhed.

## Pentagramet
Pentagrammet (Det retoriske pentagram) er et system formet som en stjerne, hvis indhold bygger på Ciceros De Oratore 55 f.Kr. Hvis alle hjørnerne af pentagrammet er forbundet fungerer kommunikationen. De fem hjørner består af:
- Emne
- Afsender
- Omstændigheder
- Sprog
- Modtager

## Bitzers retoriske situation
2000 år efter pentagrammet – i år 1968 – fandt Lloyd Bitzer på en kommunikationsmodel. Den består af:
- Exigence – det teksteksterne problem, dvs. et problem der ligger uden for ytringen
- Mediators of change – modtagerne, de skal være berørte af exigence
- Constraints – omstændighederne, som er faktorer der bestemmer hvordan ytringen skal være fx genre